# Rosita Melo
Clotilde Mela Rosa Luciano, nghệ danh Rosita Melo (ngày 9 tháng 7 năm 1897 - 12 tháng 8 năm 1981), là một nghệ sĩ dương cầm, nhà soạn nhạc và nhà thơ người Argentina - Uruguay. Bà là tác giả của bản nhạc creole waltz nổi tiếng "Desde el alma" mà bà được biết đến với tư cách nhà soạn nhạc gốc gốc Rioplatense Tây Ban Nha được công nhận rộng rãi nhất trên thế giới.

## Cuộc sống gia đình
Rosita sinh ra ở Montevideo vào ngày 9 tháng 7 năm 1897, là con út của gia đình nhập cư người Ý Michele Mela và Rosa Luciano de Mela. Bà đã chịu phép báp têm tại nhà thờ Montevideo. Ngay sau đó, gia đình di cư đến Argentina vào năm 1900. Họ định cư ở Buenos Aires khi Rosita ba tuổi. Vào ngày 23 tháng 2 năm 1922, bà kết hôn với nhà thơ trẻ và nhà văn Victor Piuma Vélez, người sẽ viết lời cho tất cả các tác phẩm của cô.

## Ảnh hưởng âm nhạc
Rosita đã thể hiện tài năng âm nhạc tuyệt vời. Ở tuổi bốn, bà đã có thể chơi piano bằng tai. Khi ở tiểu học, bà không bao giờ từ bỏ việc học nhạc. Sau đó bà học piano tại Buenos Aires và cuối cùng trở thành giáo sư piano và hòa nhạc tại trường nhạc Thibaud-Piazzini danh giá.

## Tác phẩm
Trong suốt cuộc đời, bà đã tạo ra hàng loạt tác phẩm bao gồm tango, waltz, nhạc cổ điển và Creole waltzes, pasodobles, polkas và marches. Trong số đó: "Oración", "Tatita" và "entelces Aquel" cũng như các bản nhạc waltz "Yo te adoro", "Por el camino", "Una lágrima para papá", "Cuando de ti ya lejos" và "Aquellos catorce años ".